# Małachowice
Pour l’article homonyme, voir Małachowice-Kolonia.
Małachowice est une localité polonaise de la gmina d'Ozorków, située dans le powiat de Zgierz en voïvodie de Łódź.